# Raúl Gaitán
Raúl Gaitán Ballesteros, nacido el 10 de septiembre de 1979 en el barrio malagueño de El Palo, es un futbolista español retirado. Su último club fue el Real Jaén Club de Fútbol.

## Clubes
| Club                          | País   | Año        |
| ----------------------------- | ------ | ---------- |
| Málaga B                      | España | 1997-1998  |
| UD Los Barrios                | España | 1998       |
| Juventud Torremolinos CF      | España | 1998-2000  |
| Lucena CF                     | España | 2000-2001  |
| Andalucía CF                  | España | 2001-2002  |
| CD Toledo                     | España | 2002-2003  |
| UD Fuengirola Los Boliches    | España | 2003-2004  |
| CD Alhaurino                  | España | 2004-2005  |
| UD Marbella                   | España | 2005-2007  |
| Málaga CF                     | España | 2007- 2008 |
| Polideportivo Ejido           | España | 2008-2009  |
| Unión Estepona Club de Fútbol | España | 2010-2011  |
| Real Jaén Club de Fútbol      | España | 2011-2015  |